# Campionato oceaniano maschile di pallacanestro 2009
Il 20º campionato oceaniano maschile di pallacanestro FIBA (noto anche come FIBA Oceania Championship 2009) si è svolto dal 23 al 25 agosto 2009 in Australia e Nuova Zelanda.
I campionati oceaniani maschili di pallacanestro sono una manifestazione biennale tra le squadre nazionali del continente, organizzata dalla FIBA Oceania. Storicamente questo torneo è disputato dalle sole nazionali dell'Australia e della Nuova Zelanda.

## Squadre partecipanti
- Australia
- Nuova Zelanda

## Gare
| Luogo      | Data      | Squadra       | Punteggio | Squadra       | Serie           |
| Sydney     | 23 agosto | Australia     | 84 - 77   | Nuova Zelanda | 1 - 0 Australia |
| Wellington | 25 agosto | Nuova Zelanda | 100 - 78  | Australia     | 1 - 1           |

## Campione
Nuova Zelanda
(3º titolo)

## Formazione campione
Nuova Zelanda4 Tait, 5 Fitchett, 6 Penney, 7 Vukona, 8 Kenny, 9 Webster, 10 Henry, 11 Pledger, 12 Abercrombie, 13 Frank, 14 Loe, 15 Anthony,        All. Nenad Vučinić